# よくねた野菜
よくねた野菜（よくねたやさい）は、ホクレン農業協同組合連合会で展開する、CA貯蔵されたブランド青果物シリーズの名称である。

## 概要
2001年に『CA貯蔵じゃがいも』を道内限定で生産・販売開始したのが始まり。2005年から道外での販売を開始した後、2007年にデザインピークスの池端宏介が命名した『よくねたいも』としてリニューアル。以後も人参、玉葱、千両梨とシリーズを拡大させていった。2009年には札幌コピーライターズクラブ主催の『SCC賞』を受賞している。
低温貯蔵により長期間保存することで糖度が増し、劣化も抑制されると謳っている。

## 種類
- よくねたいも
  - 男爵薯
  - メークイン
  - キタアカリ
  - インカのめざめ
  - ひかる
  - キタカムイ
- よくねた人参
- よくねた玉葱
- よくねた千両梨